# Juhani Repo
Veikko Juhani Repo (* 9. Januar 1948 in Iisalmi) ist ein ehemaliger finnischer Skilangläufer.

## Werdegang
Repo, der für den Iisalmen Visa startete, trat international erstmals bei den Olympischen Winterspielen 1972 in Sapporo in Erscheinung. Dort belegte er den 23. Platz über 15 km und den fünften Rang mit der Staffel. Anfang April 1972 errang er in Ruka hinter Walter Demel den zweiten Platz über 30 km. Im März 1974 siegte er bei den Lahti Ski Games über 50 km. In der Saison 1974/75 wurde er bei den Lahti Ski Games über 50 km, beim Holmenkollen Skifestival über 15 km und mit der Staffel in Reit im Winkl jeweils Dritter und Vierter beim Holmenkollen Skifestival über 50 km und erreichte damit den sechsten Platz im inoffiziellen Gesamtweltcup. In der folgenden Saison siegte er bei den Svenska Skidspelen mit der Staffel und lief in Ramsau am Dachstein auf den zweiten Platz mit der Staffel. Beim Saisonhöhepunkt, den Olympischen Winterspielen 1976 in Innsbruck, kam er auf den 22. Platz über 30 km und auf den neunten Rang über 50 km. Beim Holmenkollen Skifestival 1976 errang er den fünften Platz über 50 km und zum Saisonende den siebten Platz im inoffiziellen Gesamtweltcup. Im folgenden Jahr errang er in Telemark über 15 km und in Le Brassus jeweils den dritten Platz. Nach Platz drei zu Beginn der Saison 1977/78 in Davos mit der Staffel, belegte er in Reit im Winkl mit der Staffel und über 15 km jeweils den dritten Platz und beim Holmenkollen Skifestival den dritten Platz über 50 km und errang damit den zehnten Platz im inoffiziellen Gesamtweltcup. Seine letzte Podestplatzierung bei internationalen Rennen hatte er im Januar 1979 in Reit im Winkl mit dem dritten Platz mit der Staffel. Bei finnischen Meisterschaften siegte er im Jahr 1975 über 50 km und im Jahr 1976 über 30 km.